# Olivet (Loiret)
 Olivet  es una población y comuna francesa, situada en la región de Centro, departamento de Loiret, en el distrito de Orléans y cantón de Olivet.

## Demografía
| 3 057                     | 3 250 | 3 260 | 3 181 | 3 252 | 3 386 | 3 363 | 3 368 | 3 399 | 3 478 | 3 518 | 3 608 | 3 478 | 3 663 | 3 723 | 3 919 | 3 705 | 3 602 | 3 668 | 3 780 | 3 770 | 3 697 | 3 773 | 3 833 | 4 050 | 4 816 | 5 630 | 7 350 | 7 860 | 11 568 | 13 629 | 17 572 | 19 195 | 20 143 |
| (Fuente: INSEE y Cassini) |       |       |       |       |       |       |       |       |       |       |       |       |       |       |       |       |       |       |       |       |       |       |       |       |       |       |       |       |        |        |        |        |        |

## Patrimonio
- La iglesia St martin es inscrito en los monumentos históricos desde el 20 de marzo de 2008. Fue construida entre el siglo XII y el XVI. El retablo, del siglo XVIII, está adornado por un cuadro de Noël Hallé, La Charité de Saint-Martin, restaurado en 2013.
- L’Horloge Fleurie: es un reloj enterrado en medio de una composición floral.
- El Castillo de Poutyl y parque municipal de Olivet que lo rodea.